# JQT
A jQT (korábban 'jQTouch') egy nyilt forráskódú Zepto/ JQuery beépülő modul, amely támogatja a natív animációt, automatikus navigációt, és témákat mobil WebKit böngészőkre, például a következőkre: iPhone, G1 (Android), és Palm Pre. Lehetővé teszi a programozó számára, hogy mobil alkalmazást fejlesszen a kívánt eszközre natív kinézettel HTML, CSS, és JavaScript használatával.
A jQT megpróbálja emulálni a mobil platformokat, mint pl. az iOS SDK-t amennyire csak lehetséges, továbbá lehetővé teszi a WebKit alkalmazás kapcsolat nélküli (offline) használatát.

## Fordítás
- Ez a szócikk részben vagy egészben  a   jQTouch című angol Wikipédia-szócikk ezen változatának fordításán alapul.  Az eredeti cikk szerkesztőit annak laptörténete sorolja fel. Ez a jelzés csupán a megfogalmazás eredetét és a szerzői jogokat jelzi, nem szolgál a cikkben szereplő információk forrásmegjelöléseként.